# Buglovce
Buglovce (en allemand : Schreibersdorf, en hongrois : Göbölfalva) est un village de Slovaquie situé dans la région de Prešov.

## Histoire
Première mention écrite du village en 1335.

## Démographie

### Évolution de la population
| Année:               | 1994. | 2004.   | 2014.   | 2024.   |
| -------------------- | ----- | ------- | ------- | ------- |
| Nombre de personnes: | 257   | 265     | 270     | 269     |
| Différence:          |       | +3,11 % | +1,88 % | -0,37 % |

| Année:               | 2023. | 2024.   |
| -------------------- | ----- | ------- |
| Nombre de personnes: | 265   | 269     |
| Différence:          |       | +1,50 % |